# Экономическая теория несовершенной конкуренции (книга)
Экономическая теория несовершенной конкуренции (англ. The Economics of Imperfect Competition, 1933) — книга английской экономистки-посткейнсианки Джоан Робинсон.

## Содержание
Структура работы включает 10 книг (28 глав):
- 1. Методы исследования (2 главы);
- 2. Равновесие в условиях монополии (3 главы);
- 3. Равновесие в условиях конкуренции (4 главы);
- 4. Производство в условиях монополии и в условиях совершенной конкуренции (5 глав);
- 5. Критические возражения против выводов из сравнительного анализа (2 главы);
- 6. Монопсония (3 главы);
- 7. Спрос на отдельный фактор производства (3 главы);
- 8. Спрос на труд в условиях монополии и в условиях конкуренции (2 главы);
- 9. Эксплуатация (2 главы);
- 10. Мир монополий (2 главы).

## Основные идеи
Дж. Робинсон в данной книге отмечает, что понятие совершенной конкуренции слишком идеализирует реальную экономику. В концепции Д. Робинсон производитель имеет возможность влиять на цены. Эта возможность возникает в результате его исключительного положения. Выход на рынок для других фирм затруднен в результате создания «легальных барьеров» (термин введен Дж. Робинсон) для вступления в отрасль и нечестной конкуренции. Робинсон считает, что монополизация экономики ведет к социальной несправедливости даже к «монополистической эксплуатации». Она отмечает, что фактор производства эксплуатируется, если он оплачивается по цене, меньшей ценности созданного им предельного продукта. Чем больше монополизирована отрасль, тем сильнее эксплуатируются факторы производства. Дж. Робинсон признает полезность монополии, если она обеспечивает экономию в результате массового производства. Английский экономист также дает определение «ценовой дискриминации» (термин также введен Дж. Робинсон) .

## Перевод
На русском языке книга была опубликована в 1986 г. московским издательством «Прогресс».